# Ikonoklazam
Ikonoklazam ili ikonoborstvo je izvorno bio pokret u Bizantskom carstvu kojemu je bio cilj ukloniti svete slike iz bogoslužja, te zabraniti njihovo štovanje. Pokret je bio usmjeren protiv štovanja svetačkih relikvija, pa i samih svetaca.
Teološki je korijen borbe u raznim maloazijskim sljedbama (kao monofiliziti), ili još starija starozavjetna borba protiv idolopoklonstva.
U širem smislu, izrazom "ikonoklazam" se označava protivljenje bilo čega što u nečijoj kulturi uživa status svojevrsnih ikona unutar nečije kulture - tj. poštovanju ljudi, ustanova, ideja koje imaju status nečega svetog i neprikosnovenog. U takvom širem (prenesenom) značaju kao ikonoklazam prepoznajemo neki pokret koji teži ili uspijeva u svojoj kulturi/društvu prouzročiti društvena previranja i revolucije. Ikonoklazam valja razlikovati od uništenja spomenika tuđe kulture (npr. španjolsko uništenje mezoameričkih spomenika) ili damnatio memoriae karakterističan za Drevni Egipat.
Ikonoklast ili ikonoklastik je bio u Bizantu izraz za osobe koja je neprijatelj štovanja ikona; danas se taj termin koristi za osobe i pokrete koje preziru uvriježene dogme i istine.

## Ikonoklazam u Bizantskom Carstvu
Ikonoklazam su potaknuli carevi iz sirijske (izaurijske) dinastije Leon III., Konstantin Kopronim i Leon IV. Oni su promovirali jedan aristokratski pogled na kršćansku vjeru, gdje se inzistiralo na traženju apsoluta, na izravnom štovanju Boga bez posredovanja slika i ostalih vjerskih simbola, a protiv raširene pojave obožavanja ikona. Djelomice i zato što je obožavanje ikona, koje su zbog uspješne prodaje svetačkih slika podupirali neki samostani i njihove likovne radionice, u to vrijeme dosegla razinu praznovjerja. Ikone su se kupovale zbog zavjeta i molitve, slavljenja krsne slave (katkad su čak umjesto živih ljudi, ikone uzimane za vjenčane kumove), a česti su bili i slučajevi konzumiranja boje ostrugane s ikona kao lijeka za mnoge bolesti
Sljedbenici ikonoklazma su prozvani ikonoklastima ili ikonomasima (grčki eikon = slika, klastes = razbijač) koji su se otvoreno sukobljavali s ikonodulima ili ikonolatrima (grčki, ikonopoklonici, poštovatelji ili obožavatelji ikona). Godine 726. car Leon III. je dekretom zabranio ikone u Bizantskom Carstvu, što je izazvalo katastrofalne sukobe, uništavanje mozaika i fresaka, devastacije samostana, ali i progone i ubojstva svećenika ikonodula. Borbe su se zaoštrile, pa su bile potrebne i vojne intervencije.

### Pozadina
Jedni smatraju da je do ikonoklazma došlo i zbog razloga političke prirode, tj. bizantske želje da na takav način izbjegnu najteže neprijateljstvo sve jačeg arapskog islamskog carstva gdje je bilo strogo zabranjeno prikazivanje ljudskog lika u umjetnosti. Napuštanjem sakralnih motiva došlo je do osiromašenja antropomorfne crkvene tematike, ali i do razvoja profane (svjetovne) umjetnosti koja se najjasnije očituje u ukrašavanju carskih palača (povijesne slike, keramika, sagovi, geometrijski mozaici kršćanskih simbola i ornamenata, itd.), jer su se carevi nadmetali u raskoši s islamskim bagdadskim kalifima.
Tek je carica Irena ponovo legalizirala ponovo štovanje ikona, sazvavši u dogovoru s papom Hadrijanom I. 787. II. nicejski sabor, koji je na razini kršćane dogme potvrdio da kršćani svetim slikama (ikonama) trebaju davati štovanje (grč. proskynesis), ali ih se ne smiju obožavati (grč. latreia): svete slike su uvijek samo - slike; one samo predstavljaju svojevrsni "prozor u nebo". U Franačkom carstvu, u koje je iz Rima donesen neprecizni prijevod grčkog izvornika zaključaka II. nicejskog sabora, nastala je oko tih zaključaka znatno nerazumijevanje: čak su franački biskupi poslali u Rim detaljni traktat kojim priznaju da relikvijama svetaca i svetim slikama treba u crkvama davati stanovito štovanje, ali osuđuju postavku da bi ikone trebalo štovati jednako kao Presveti oltarski sakrament: trebalo je dosta vremena da se ustanovi da franački biskupi zapravo govore točno isto što i zaključci II. nicejskog sabora, tj. da su u teološkoj zavadi sa - lošim prijevodom zaključaka II. nicejskog sabora.
Car Lav V. Armenac (813. – 820.) je ponovo stao na stranu ikonoklasta, te svrgava patrijarha sv. Nikefora. Zatim je patrijarh postao Teodot Melisen Kasiteras, njegov dvoranin i oženjen čovjek. On je dobio zadatak da iz Svetoga pisma i svetih otaca sabere što više navoda protiv štovanja svetih slika. Pod predsjedanjem patrijarha nezakoniti skup u Svetoj Sofiji se izrazio protiv svetih slika i njihovih štovatelja. Istovremeno su odobrili zaključke protukanonskog zbora u Hieriji (753.) te odbacili pravovaljani opći sabor u Niceji (787.).
Kraj ikonoklazma je naznačila još jedna carica – sv. Teodora, koja je Bizantom vladala 842. – 855. god. kao regentica svojega maloljetnog sina Mihajla III.
U katoličkoj i u pravoslavnoj crkvi se štovanje svetih slika do danas obrazlaže argumentima iz borbe s ikonoklastima u 9. stoljeću; na Zapadu su protestantske denominacije bliske kalvinizmu na određeni način ponovo prigrlile ikonoklastičke nazore: kalvinističke crkve se lako mogu prepoznati po tome što u njima nema nikakvih slika (čak je i križ uvijek bez prikaza Isusa).

### Članci
- Tadin, Marin. 1984. Bizantinski ikonoklazam ili kipoborstvo (730—843. god.). Crkva u svijetu. Sveučilište u Splitu - Katolički bogoslovni fakultet. Split. 19 (4): 391–405

## Poveznice
- Ikona
- Ikonostas

## Vanjske poveznice
- Ikonoklazam u Bizantu na wapediji[neaktivna poveznica]
- Uvod u ikone na stranici sestara Karmelićanki  Arhivirana inačica izvorne stranice od 12. srpnja 2009. (Wayback Machine)
- Ikone i ikonoklazam  Arhivirana inačica izvorne stranice od 10. listopada 2009. (Wayback Machine)